# Melitonoma
Melitonoma is een geslacht van kevers uit de familie bladkevers (Chrysomelidae).
De wetenschappelijke naam van het geslacht werd in 1837 gepubliceerd door Louis Alexandre Auguste Chevrolat.

## Soorten
- Melitonoma breuningi Medvedev, 1993
- Melitonoma congoana Medvedev, 2005
- Melitonoma ghanensis Medvedev, 1978
- Melitonoma libenae Medvedev & Kantner, 2004
- Melitonoma murzini Medvedev, 1987
- Melitonoma nigripes Medvedev, 2000
- Melitonoma recticlypeata Erber & Medvedev, 2002
- Melitonoma rugicollis Medvedev, 2000
- Melitonoma sexpunctata Medvedev, 1993
- Melitonoma tanzaniae Medvedev & Beenen, 2005
- Melitonoma transvaalica Medvedev, 1993